# Kostel svatého Petra a Pavla (Chotěvice)
Kostel svatého Petra a Pavla je filiální novorománský kostel v obci Chotěvice v okrese Trutnov v Královéhradeckém kraji.

## Historie
Původní kostel stál v obci Chotěvice již před rokem 1362, kdy byl již v knihách veden jako farní. Během husitských válek byl kostel zničen, avšak nedlouho poté byl znovu obnoven. V noci z 12. na 13. července 1832 se strhla bouře, která zničila bleskem celý dřevěný kostel.
V roce 1835 byl postaven nový kostel. Z popudu Johana Webera, duchovního z Hostinného, však bylo rozhodnuto o stavbě nového, reprezentativnějšího kostela. Díky sbírkám mezi obyvateli byl kostel v letech 1861–1863 postaven. Od poloviny 80. let 20. století byl kostel uzavřený a postupně chátral.
V roce 2022 kostel od církve získali manželé Karin a Richard Krajčovi pro svou nadaci AnděLOVÉ a začal jej rekonstruovat. Interiéry kostela doplnili pop-artovými artefakty, k opravě původných obrazů křížové cesty přispěly i některé další známé osobnosti – Olga Lounová, Leoš Mareš, Jaromír Jágr a Lucie Bílá. Během letní sezóny roku 2023 byl kostel otevřen pro návštěvníky o víkendech, v budoucnu po dalších opravách jej chtějí manželé Krajčovi zpřístupnit veřejnosti celoročně.

## Popis
Trojlodní obdélníková stavba je postavena v novorománském slohu. Presbytář je polygonální a vnitřní prostory chrámu sklenuty valeně. Dominantou kostela je kostelní věž s jehlancovou střechou. Interiér je též novorománský.
V okolí kostela se nachází hřbitov s márnicí ohrazený zdí. Vstup do areálu je možný bránou vystavěnou z kamenných pilířů.